# Deniz Barış

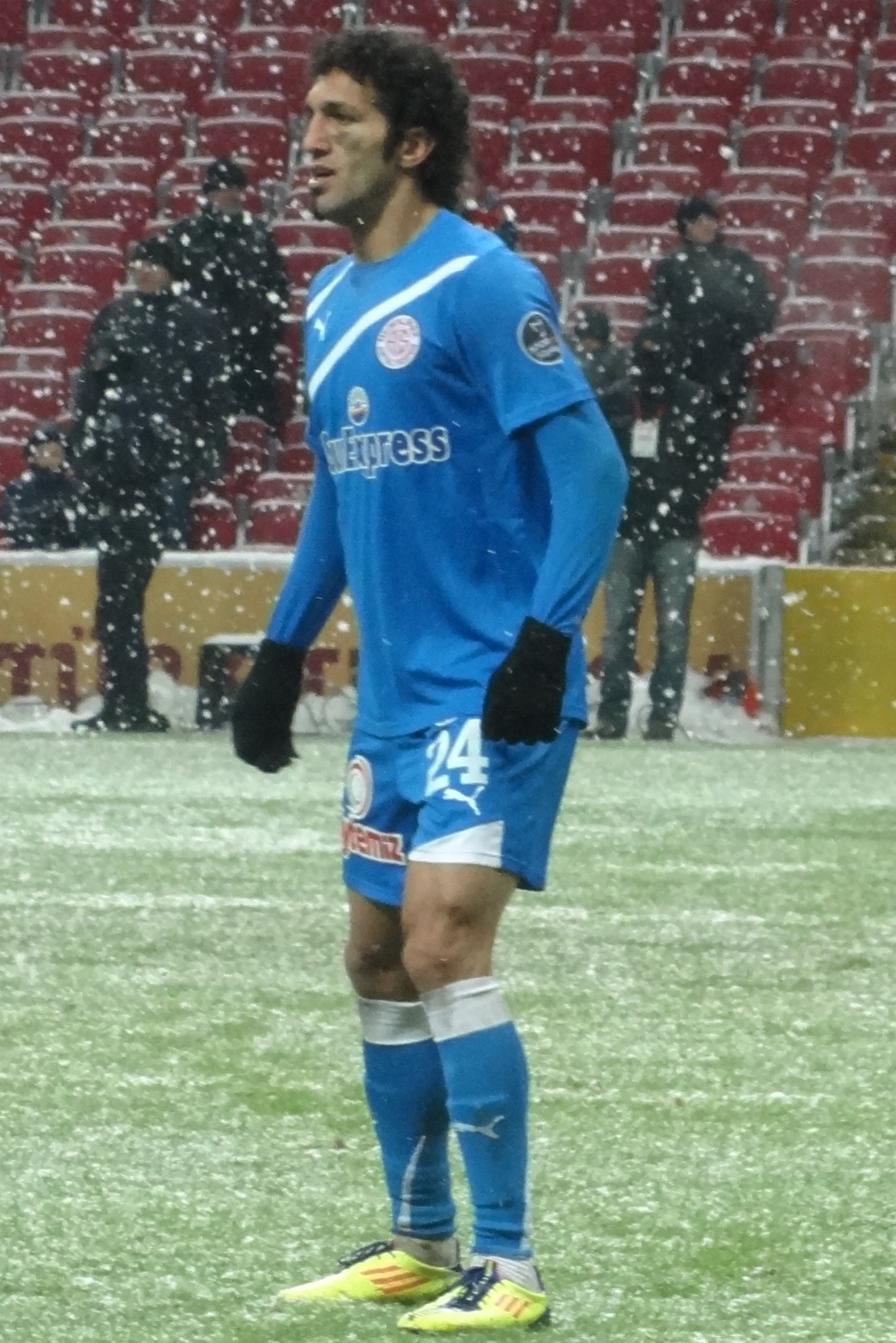

Deniz Barış (Erzincan, 2 juli 1977) is een oud-Turks profvoetballer.

## Biografie
Deniz Barış is een zoon van een gastarbeider. Al op jonge leeftijd verliet hij zijn woonplaats Erzincan en vertrok naar Duitsland. In Duitsland ontwikkelde Barış zijn voetballende kwaliteiten en kwam zo terecht bij FC St. Pauli. In het seizoen 2000/01 promoveerde St. Pauli weer naar de Bundesliga. Barış werd gezien als een van de uitblinkers van dat elftal. Na nog een seizoen bij St. Pauli te hebben gespeeld vertrok de langharige verdediger naar het Turkse Gençlerbirliği. In dat jaar was St. Pauli namelijk alweer gedegradeerd. Barış speelde zeer sterk bij de club uit Ankara en Gençlerbirliği verhoogde de waarde van de speler drastisch. Barış speelde een grote rol tijdens het seizoen 2003/04, toen de club grote successen boekte op UEFA-Cup-niveau, waarbij gewonnen werd van clubs als Parma FC, Sporting Lissabon en Blackburn Rovers, maar waarbij de club werd uitgeschakeld door latere winnaar Valencia CF. Een seizoen later speelde Barış bij Fenerbahçe. In het begin van seizoen 2004/05 werd Barış geschorst wegens het overtreden van een bepaling in zijn contract bij Gençlerbirliği. Fenerbahçe bemoeide zich er niet mee en dus moest de speler zijn eigen contract van Gençlerbirliği overkopen om weer speelgerechtigd te zijn. Dit kostte de speler ruim 1 miljoen euro.
Tegenwoordig speelt Deniz Barış niet meer in de verdediging. De speler bleek ook zeer goed uit de voeten te kunnen komen op het middenveld. Hierdoor verdreef hij Turks international Mehmet Aurélio een behoorlijke tijd uit de basis.
Sinds het seizoen 2010/2011 komt Barış uit voor Medicalpark Antalyaspor uit.

## Privéleven
Deniz Barış kreeg in juli 2006 een zware tegenslag te verwerken. Zijn jeugdliefde en moeder van zijn twee kinderen Frauke Baris overleed op een tragische wijze in haar woning te Jork. De spelers van St. Pauli droegen tijdens enkele wedstrijden een rouwband om zo hun medeleven te tonen aan ex-teamgenoot Deniz Barış.